# Наполионвил (Луизијана)
Наполионвил (енгл. Napoleonville) град је у америчкој савезној држави Луизијана.

## Демографија
По попису из 2010. године број становника је 660, што је 26 (-3,8%) становника мање него 2000. године.
| Група             | 2000.       | 2010.       |
| Белци             | 197 (28,7%) | 118 (17,9%) |
| Афроамериканци    | 479 (69,8%) | 534 (80,9%) |
| Азијати           | 0 (0,0%)    | 0 (0,0%)    |
| Хиспаноамериканци | 2 (0,3%)    | 1 (0,2%)    |
| Укупно            | 686         | 660         |